# Lagarde (Altos Pirenéus)
Lagarde é uma comuna francesa na região administrativa de Occitânia, no departamento dos Altos Pirenéus. Estende-se por uma área de 4,91 km². Em 2010 a comuna tinha 532 habitantes (densidade: 108,4 hab./km²).